# Südwestpirkanmaa

Lage von Südwestpirkanmaa

Die Verwaltungsgemeinschaft Südwestpirkanmaa (finnisch Lounais-Pirkanmaan seutukunta) ist eine von sechs Verwaltungsgemeinschaften (seutukunta) der finnischen Landschaft Pirkanmaa. Zu ihr gehören die folgenden zwei Städte und Gemeinden:
- Punkalaidun
- Sastamala

Die Gemeinde Punkalaidun gehört seit dem 1. Januar 2005 zu Südwestpirkanmaa. Am 1. Januar 2007, wurde Suodenniemi in die Nachbargemeinde Vammala eingemeindet. Zum Jahresbeginn 2009 wurden Mouhijärvi, Vammala und Äetsä zu der Stadt Sastamala zusammengeschlossen.